# Encholirium bradeanum
Encholirium bradeanum är en gräsväxtart som beskrevs av Lyman Bradford Smith. Encholirium bradeanum ingår i släktet Encholirium och familjen Bromeliaceae. Inga underarter finns listade i Catalogue of Life.